# Elisabeth Mann Borgese
Elisabeth Veronika Mann coniugata Borgese (Monaco di Baviera, 24 aprile 1918 – Sankt Moritz, 8 febbraio 2002) è stata una scrittrice tedesca naturalizzata statunitense.

## Biografia
Figlia del grande scrittore tedesco Thomas Mann lasciò la Germania con i familiari nel 1933, dopo che Hitler aveva preso il potere, trasferendosi dapprima in Svizzera e successivamente, nel 1938, negli Stati Uniti. Diventò cittadina americana nel 1941, e nel 1983 le fu conferita anche la cittadinanza canadese.
Nel 1939 sposò l'antifascista italiano e scrittore Giuseppe Antonio Borgese (1882-1952), 36 anni più anziano di lei, da cui ebbe due figlie, Angelica e Dominica.
Svolse  ruoli di rilievo nella legislazione internazionale degli oceani, partecipando attivamente alla convenzione ONU sulla legislazione marina (UNICLOS). Scrisse libri su argomenti vari e racconti di fantasia. Tra i musicisti, è nota per aver tradotto Harmony Heinrich Schenker in lingua inglese. Morì in vacanza in Engadina all'ospedale di Samaden vicino a Sankt Moritz per una polmonite acuta.
Poco prima della morte divenne cittadina onoraria di Palermo e di Polizzi Generosa (PA) il 4 novembre 1999 a seguito di una visita ufficiale alla città del marito Giuseppe Antonio Borgese.